# الزهية (حزم العدين)

تعديل مصدري - تعديل

الزهية محلة تابعة لقرية الصريم، التابعة لعزلة السيدم بمديرية حزم العدين إحدى مديريات محافظة إب في الجمهورية اليمنية، بلغ تعداد سكانها 21 حسب تعداد اليمن لعام 2004.